# Антонио Миранте
Антонио Миранте (на италиански: Antonio Mirante) е италиански футболист, вратар.

## Кариера

### Ювентус и наеми
След като стартира професионалната си кариера в Ювентус, Миранте е под наем в Кротоне през 2004 г.
През 2005 г. той е преотстъпен на Сиена.
Миранте се завръща в Ювентус през 2006 г., поради изхвърлянето на клуба в Серия Б след участието им в корупционния скандал Калчополи през 2006 г. За пръв път той се появява в игра, когато в 24-та минута срещу Албинолефе е показан червен картон на Джанлуиджи Буфон на 2 ноември 2006 г. Ювентус печели титлата в Серия Б през 2006/07 и се връща в Серия А.
Въпреки това, той е преотстъпен в Сампдория на 3 юли 2007 г.

### Сампдория
В първия сезон със Сампдория, Миранте е резерва на Лука Кастелаци. Независимо от това, в края на наема през юни 2008 г., клубът закупува половината от правата на Миранте за 1,5 милиона евро.
През втория сезон Миранте все още е резерва на Кастелаци. Съсобствеността му между Ювентус и Сампдория е подновена през юни 2009 г.

### Парма
На 19 юли 2009 г. той е разменен под наем със защитника Марко Роси в Парма.
През юни 2010 г. Сампдория решава да не купува Роси, но продава Миранте на Парма.
След пристигането си през 2009 г. Миранте е титуляр за Парма. Той играе редовно, докато клубът официално не фалира през юни 2015 г.

### Болоня
Миранте е привлечен от Болоня със свободен трансфер на 3 юли 2015 г. Той е първи избор на отбора. На 19 юли 2016 г. подписва нов 3-годишен договор. Въпреки това, в началото на сезон 2016/17 е диагностициран със сърдечен проблем и трябва да се подложи на лечение, което го изключва за неопределено време от отбора. на 31 август 2016 г. клубът подписва наем с Алфред Гомис от ФК Торино като спешна замяна. След като пропуска следващите два и половина месеца от сезона, той е пуснат да играе в средата на ноември. Миранте се завръща 28 ноември 2016 г. срещу Аталанта. Той е капитан на Болоня през сезон 2017/18, последният му сезон в клуба.

### Рома
На 22 юни 2018 г. Миранте се присъединява към Рома за 4 милиона евро, подписвайки 3-годишен договор, а на същия ден и двата клуба също обявяват, че вратарят Лукаш Скорупски преминава в Болоня от Рома за 9 милиона евро. Миранте преминава медицински прегледи на 21 юни и на следващия ден взима номер 83.

## Отличия

### Отборни
Ювентус
- Серия Б: 2006/07

Милан
- Серия А: 2021/22